# Кайрюкштис, Витаутас
Ви́таутас Кайрю́кштис (лит. Vytautas Kairiūkštis, 14 ноября 1890, Сейны, ныне Польша — 13 июня 1961, Вильнюс) — литовский живописец и искусствовед.

## Ранние годы
Родился 14 ноября 1890 года в городе Сейны (Царство Польское) в семье учителя Юозаса Кайрюкштиса и поэтессы и переводчика Юлии Кайрюкштене-Вихертайте (Julia Kairuksztisowa-Wichert). Брат Стасис Кайрюштис был учителем в Вильне, с 1924 года в Каунасе; сестра Халина Кайрюкштите-Яцинене стала искусствоведом и этнографом, брат Казимерас Кайрюкштис — инженером железных дорог, братья Владас и Йонас Кайрюкштисы — врачами терапевтами.
Витаутас Кайрюкштис в 1910—1912 годах (по другим сведениям в 1910—1911 годах) учился в Вильне в Рисовальной школе И. П. Трутнева. Входил в тайный художественный кружок под руководством Фердинанда Рущица.
В 1912—1913 годах занимался в студии К. Ф. Юона в Москве. Учился на юридическом факультете Московского университета (1913—1916).
В 1917—1918 годах учился у Касаткина в Московском училище живописи, ваяния и зодчества. В 1918—1919 годах был инструктором изоискусства в отделе народного образования в Воронеже. Мобилизованный в Красную армию (1919), служил в отделе культуры штаба 5-й армии в Иркутске. В 1920—1921 годах занимался на Высших художественно-технических мастерских у П. В. Кузнецова.

## Вильна
В 1921 году обосновался в Вильне. Преподавал изобразительное искусство в средних учебных заведениях. Организовывал выставки авангардного искусства (вместе с Владиславом Стшеминьским устроил в Вильно выставку нового искусства), участвовал в деятельности польских авангардистских группировок (с 1924 года примкнул в группе польских художников авангардистов «Блок»; „Blok“).
1925—1929 годы провёл во Франции, Германии, Дании, Италии, знакомясь с современными направлениями искусства. В 1923—1930 годах руководил студией живописи в Вильне. Среди тех, кто занимался в студии Кайрюкштиса, был Владас Дрема. В 1931 году Кайрюкштис экстерном окончил Университет Стефана Батория.

## Каунас
С 1937 года преподавал в Каунасе. В 1940—1944 годах работал в Музее М. К. Чюрлёниса в Каунасе. Позднее преподавал в Каунасском институте декоративно-прикладного искусства (1944—1951); доцент (1947). Выйдя на пенсию, переехал в Вильнюс (1952).
Похоронен на Бернардинском кладбище в Вильнюсе.

## Творчество
Писал фигурные композиции, портреты, пейзажи, натюрморты (главным образом масло и пастель). Для раннего творчества характерны черты кубизма и конструктивизма, в пейзажах явственно влияние импрессионизма, написал несколько супрематических и абстракционистских композиций. Занимался также прикладной графикой. Выставки проходили в Вильне (1931, 1944, 1945), Каунасе (1932, 1935, 1936, 1938, 1939, 1940, 1944, 1945), Риге и Таллине (1937). В 1970 году в Вильнюсе прошла его персональная выставка.
Написал монографию о литовском аквалеристе Каетонасе Склерюсе (1938), несколько работ о Чюрлёнисе и ряд статей по теории искусства.
Произведения хранятся в Литовском художественном музее, Национальном художественном музее имени М. К. Чюрлёниса, зарубежных музеях.

## Известные произведения
- Концерт в кафе (1921)
- Пляжи (1928)
- Портрет Йонаса Басанавичюса (1922)
- Кубистический автопортрет (1923)
- Вечер в Иркутске (1920)
- Ветряная мельница в Поневеже (1936)